# Cophixalus variabilis
Cophixalus variabilis är en groddjursart som beskrevs av Kraus och Allison 2006. Cophixalus variabilis ingår i släktet Cophixalus och familjen Microhylidae. IUCN kategoriserar arten globalt som livskraftig. Inga underarter finns listade i Catalogue of Life.